# Мыслибуржский повет
Мыслибуржский повет (пол. Powiat myśliborski) — повет (район) в Польше, входит как административная единица в Западно-Поморское воеводство. Центр повета — город Мыслибуж. Занимает площадь 1181,95 км². Население — 67 140 человек (на 31 декабря 2015 года).

## Административное деление
- города: Барлинек, Дембно, Мыслибуж
- городско-сельские гмины: Гмина Барлинек, Гмина Дембно, Гмина Мыслибуж
- сельские гмины: Гмина Болешковице, Гмина Новогрудек-Поморски

## Демография
Население повета дано на 31 декабря 2015 года.
| Перепись            | Всего | Мужчины | Женщины |
| ------------------- | ----- | ------- | ------- |
| Всего               | 67140 | 33003   | 34137   |
| Городское население | 39541 | 18996   | 20545   |
| Сельское население  | 27599 | 14007   | 13592   |